# Pasquale Foresi
Pasquale Foresi (Livourne, 5 juillet 1929 – Rocca di Papa, 14 juin 2015) est un prêtre et théologien italien,. Il est reconnu comme l’un des cofondateurs du Mouvement des Focolari, aux côtés de son inspiratrice Chiara Lubich et du journaliste et écrivain Igino Giordani.

## Biographie
Né à Livourne, dans une famille catholique, il s’engage à 14 ans dans la Résistance pour servir son pays. C’est à cette époque qu’il ressent une vocation sacerdotale. En septembre 1943, il a déménagé à Pistoia, après que son père, Palmiro Foresi, a été chargé par Alcide De Gasperi d’y fonder la section locale du parti chrétien-démocrates. Il fréquente pendant quelques années le séminaire de Pistoia et le Collège capranicien à Rome, mais s’éloigne de son projet prêtrise, touché par le doute. 
C’est en 1949 à Pistoia qu’il entre en contact avec quelques-uns des premiers focolari, Antonio Petrilli et Graziella de Luca, grâce à l'amitié entre son père et Igino Giordani. Touché par leur foi et par leurs idées et souhaitant répondre immédiatement à Chiara Lubich, il s’est rendu dès le lendemain à Trente.  
Ordonné prêtre à Trente en 1954, il fut le premier prêtre focolari, et a ouvert cette voie à d'autres.
Théologien, il a contribué à créer à Loppiano (it) l’Institut du Corps mystique (Istituto Internazionale «Mystici Corporis» di Loppiano) pour la formation des futurs focolarini. Il a aussi rendu possible la formation de la branche du mouvement composé de prêtres diocésains alors devenir animateurs d'un «Mouvement des prêtres". Il a écrit notamment des livres traitant de la "théologie de la socialité" et de la vie chrétienne selon le mouvement des focolari.
De même, il a contribué à la naissance de Éditions Nouvelle Cité (Città Nuova Editrice), maison d'édition du mouvement focolari.
En outre, il a collaboré à la rédaction des statuts du mouvement. 
Le rôle de Pasquale Foresi aux côtés de Chiara Lubich a été déterminant pour que le charisme du Mouvement puisse s’exprimer dans la théologie et dans la culture, dans sa dimension sociale et spirituelle.  Maria Voce, l’actuelle Présidente du Mouvement des Focolari, écrit qu’en lui « Chiara Lubich a toujours vu un “dessein” particulier, celui de l’incarnation, c’est-à-dire la tâche de l’aider à matérialiser en œuvres concrètes les intuitions et les projets qu’au fur et à mesure l’Esprit Saint suscitait en elle », en trouvant « les structures adéquates et les instruments adaptés de médiation et d’incarnation ».
Il a accompagné Chiara Lubich lors de ses deniers instants, le 14 mars 2008.

## Publications
Pasquale Foresi est l'auteur de plusieurs livres :
- (it) Luce che si incarna (La lumière qui s'est incarnée, histoire des focolari), éditeur Città Nuova, 2014,  (ISBN 9788831151719)
- (it) Colloqui - Domande e risposte sulla spiritualità dell'unità (Colloque - questions-réponses sur la spiritualité de l'unité, éditeur Città Nuova, 2009, 220 pages,  (ISBN 9788831151450)
- (it) L'unità si fa storia - Pasquale Foresi e il movimento dei Focolari (L'unité se fait histoire - Pasquale Foresi et le mouvement des focolari), éditeur Città Nuova, 2015, 196 pages,  (ISBN 9788831151726)
- (it) Dio ci chiama. Considerazioni sulla vita cristiana (Dieu nous appelle, considération sur la vie chrétienne), éditeur Città Nuova, 2003, 124 pages,  (ISBN 9788831142816)
- (it) Conversazioni di filosofia (entretiens philosophiques), éditeur Città Nuova, 2001, 160 pages,  (ISBN 9788831151009)
- (it) L'esistenza cristiana. Spunti di meditazione biblica (La vie chrétienne, points de méditation biblique, éditeur Città Nuova, 1989, 272 pages,  (ISBN 9788831143684)
- (it) Il testamento di Gesù. Meditazioni sull'unità fede, speranza, carità (Le testament de Jésus, méditations sur l'unité de la foi, de l'éspérance et de la charité), éditeur Città Nuova, 1984, 136 pages,  (ISBN 9788831143349)
- (it) Note di filosofia (notes philosophiques), éditeur Città Nuova, janvier 2004, 224 pages,  (ISBN 9788831151207)